# Sangareddy
Sangareddy (o Sangareddi) è una suddivisione dell'India, classificata come municipality, di 56.691 abitanti, capoluogo del distretto di Medak, nello stato federato del Telangana. In base al numero di abitanti la città rientra nella classe II (da 50.000 a 99.999 persone).

## Geografia fisica
La città è situata a 17° 37' 46 N e 78° 5' 30 E e ha un'altitudine di 496 m s.l.m..

## Società

### Evoluzione demografica
Al censimento del 2001 la popolazione di Sangareddy assommava a 56.691 persone, delle quali 28.683 maschi e 28.008 femmine. I bambini di età inferiore o uguale ai sei anni assommavano a 7.325, dei quali 3.753 maschi e 3.572 femmine. Infine, coloro che erano in grado di saper almeno leggere e scrivere erano 40.097, dei quali 22.348 maschi e 17.749 femmine.